# Південна портова залізниця
Південна портова залізниця — вантажна залізнична лінія в складі Санкт-Петербурзького залізничного вузла. Проходить від станції Рибальське до станцій Автово (звідки виходить до південної частини петербурзького порту) і Нарвська (де з'єднується з історичною  Північною портовою лінією, вона ж Путилівська залізниця). Інші назви — Південне півкільце, Друга портова залізниця.

## Функціонування
На початок XXI сторіччя лінія повністю електрифікована і має маршрут Рибальське — Купчинська — Середньорогатська — Передпортова — Автово (Нарвська). Станцією Купчинська проходить межа Санкт-Петербурзького та Санкт-Петербург — Вітебського регіонів обслуговування Жовтневої залізниці.
Станція Рибальське сполучає залізницю з вологодським та мурманським напрямком, а також з московським через прилеглу станцію Обухово. Станції Купчинська і Середньорогатська сполучена з Вітебським напрямком (спадкоємець першого в країні Царськосельського) через велику сортувальну станцію Шушари. Станції Середньорогатська та Передпортова сполучені зі станцією Шосейна на Лузькому напрямку. Станція Передпортова також має сполучення зі станцією Лігово, яка відноситься до Балтійського напрямку, і на якій розділяються напрямки в сторону Соснового Бору і прикордонної станції Івангород-Нарвський. Обидві ці лінії мають також вихід до нового порту Усть-Луга і недавно побудованого при ньому Усть-Лузькому залізничному вузлу, призначеному для розвантаження і дублювання петербурзьких порту і вузла.